# Malfa

Localització de Malfa a Messina

Malfa (sicilià Malfa) és un municipi italià, dins de la ciutat metropolitana de Messina. És situat a l'illa de Salina, a l'arxipèlag Eòlic. L'any 2009 tenia 902 habitants. Limita amb els municipis de Leni i Santa Marina Salina, que es troben a la mateixa illa.

## Administració
| Període | Identitat            | Partit        |
| ------- | -------------------- | ------------- |
| 2007-   | Salvatore Longhitano | Llista cívica |